# Karin Nohr

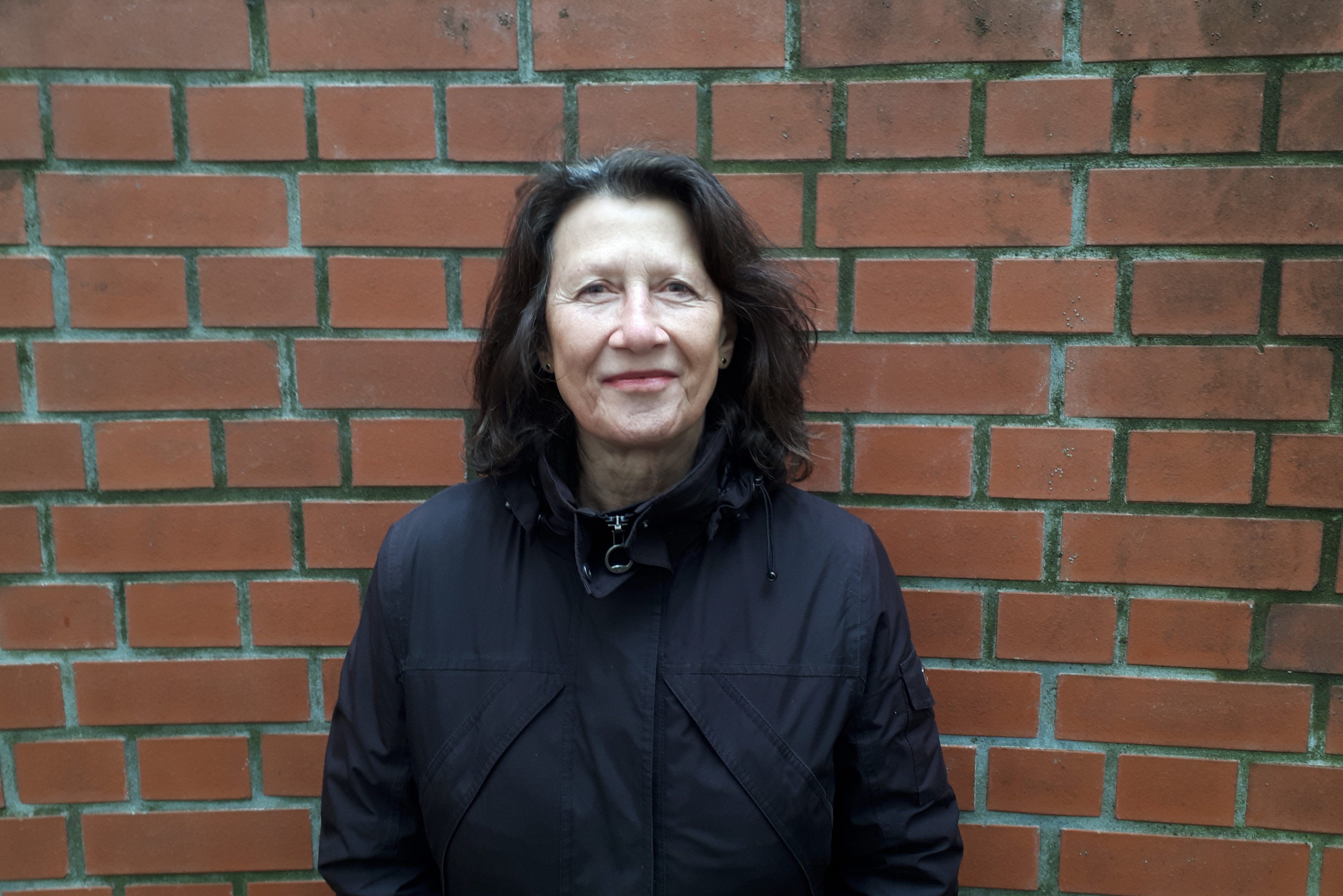
Karin Nohr, Berlin 2019

Karin Nohr (* 18. Februar 1950 in Hamburg) ist eine deutsche Schriftstellerin.

## Leben
Karin Nohr wuchs im Hamburger Osten auf. 1966/67 verbrachte sie als Stipendiatin des American Field Service in St. Louis, Missouri. Sie studierte Germanistik und Anglistik an den Universitäten Hamburg und Düsseldorf sowie Psychologie an der Technischen Universität Berlin, wo sie mit einer Arbeit über die inneren Konzepte der Musiker-Instrumenten-Beziehung promovierte. Sie bildete sich zur Psychoanalytikerin weiter und erlernte klassischen Gesang.
Karin Nohr ging verschiedenen Lehrtätigkeiten nach und arbeitete lange Jahre als Psychotherapeutin; sie ist Dozentin an einigen therapeutischen Fachgesellschaften, u. a. der „Arbeitsgemeinschaft für Katathymes Bilderleben und imaginative Verfahren in der Psychotherapie“ (AGKB) sowie der von ihr mitgegründeten Deutschen Gesellschaft für Psychoanalyse und Musik, für die sie zwei international besuchte Symposien ausrichtete (2010 und 2014 in Kooperation mit der International Psychoanalytic University Berlin).
In der Folge eines einschneidenden Lebensereignisses entschloss sich Karin Nohr, ihre Zeit nur noch dem Schreiben zu widmen. 
2012 erschien ihr erster Roman, Herr Merse bricht auf, 2013 ihr zweiter, Vier Paare und ein Ring. Beide wurden im Knaus Verlag veröffentlicht und erschienen auch als Taschenbücher im btb Verlag. 2017 folgte der Roman Eastern Sittichs, veröffentlicht bei MKH Medien Kontor Hamburg. 2018 erschienen Stummer Wechsel und 2019 Kieloben, beide im Größenwahn-Verlag Frankfurt.
Karin Nohr hat eine Tochter und lebt in Berlin und im Wendland.

## Werke
- 1997: Der Musiker und sein Instrument. Edition diskord Tübingen (Reprint im Psychosozial-Verlag 2010)
- 2012: Herr Merse bricht auf. Knaus-Verlag München (2013 als Taschenbuch bei btb)
- 2013: Vier Paare und ein Ring. Knaus-Verlag München (2015 als Taschenbuch bei btb)
- 2013: (mit Ulrich Bahrke), Katathym Imaginative Psychotherapie. Lehrbuch der Arbeit mit Imaginationen in psychodynamischen Psychotherapien. Springer-Verlag Heidelberg
- 2017: Eastern Sittichs. MKH Medien Kontor Hamburg
- 2017: (mit Sebastian Leikert Hrsg.), Zum Phänomen der Rührung in Psychoanalyse und Musik. Psychosozial-Verlag Gießen
- 2018: Stummer Wechsel. Größenwahn-Verlag Frankfurt
- 2019: Kieloben. Größenwahn-Verlag Frankfurt

## Artikel
- 2003: Die Stimmenimago. Über die Belebung innerer Resonanzräume beim Musizieren und im therapeutischen Prozess. In: Musiktherapeutische Umschau 24/4: S. 345–355.
- 2003: Die Stimmenimago. Ein Beitrag zum Verständnis heilsamer Wirkungen in Musik und Therapie. In: Bernd Oberhoff (Hrsg.), Die Musik als Geliebte. Psychosozial-Verlag Gießen, S. 81–98.
- 2006: Meine Seele hört im Sehen – Zum szenischen Charakter des therapeutischen Umgangs mit katathymen Imaginationen. In: Imagination 28/4: S. 5–29.
- 2013: Eine sehr persönliche Beziehung – Wie Instrument und Persönlichkeit einander finden und prägen. Ein Gespräch mit Reinhard von Gutzeit. In: Üben und Musizieren 13/6: S. 14–17.